# Margit Pohl
Margit Pohl (* 1957) ist eine österreichische Informatikerin in den Bereichen Kognitionspsychologie und Mensch-Computer-Interaktion und Professorin an der Technischen Universität Wien.

## Leben
Margit Pohl begann ihre akademische Laufbahn mit einem Studium der Wirtschaftsinformatik und Psychologie an der Universität Wien. Ersteres schloss sie im Jahre 1989 mit einem Magister (Master of Science) im Bereich Informationssysteme mit einem Fokus auf Ökonometrie ab. Ihre  Diplomarbeit schrieb sie über Ein werttheoretisches Modell in einer Leontief-Ökonomie. Das Studium der Psychologie schloss Pohl 1993 mit einer Doktorarbeit über Geschlechtsspezifische Unterschiede im Sprachverhalten ab. Seit 1991 ist sie an der TU Wien tätig. Ihre Habilitation in Informatik für den Bereich Mensch-Computer-Interaktion erhielt sie 2002 mit einer Arbeit Hypertext und analoge Wissensrepräsentation. Momentan ist sie als außerordentliche Professorin an der TU Wien tätig.

## Forschung
Ihr Forschungsschwerpunkt liegt auf Mensch-Computer-Interaktion und kognitiver Psychologie. Weitere Schwerpunkte ihrer Forschungsarbeit sind E-Learning, Informationsvisualisierung und Gender Studies.

### Forschungsprojekte
- Business Awareness on Sustainable Innovation Strategies – BASIS. 2000–2002, finanziert durch: Europäische Kommission, Generaldirektion XIII, Telecommunications, Information Market and Exploitation of Research
- MobiLearn – Mobile Learning: Medieninformatik Any-Time Any-Where. 2002–2004, finanziert durch: Bundesministerium für Bildung, Wissenschaft und Kultur (Initiative Neue Medien in der Lehre an Universitäten und Fachhochschulen).
- Interactive Information Visualization: Exploring and Supporting Human Reasoning Processes. 2004–2006.[3] finanziert von: WWTF.
- Visual Analytics – Mastering the Information Age. 2008–2010, finanziert durch: Europäische Kommission, DG Information Society and Media

## Publikationen (Auswahl)
Laut ResearchGate verfügt Pohl über mehr als 90 Forschungspublikationen und diese Publikationen wurden mehr als 10.000 mal gelesen und 460 Mal zitiert. Es folgt eine Auswahl ihrer meistzitierten Arbeiten:
- Solving Problems with Visual Analytics. 2011
- Gravi++: Interactive Information Visualization to Explore Highly Structured Temporal Data. 2005
- TimeCleanser: a visual analytics approach for data cleansing of time-oriented data. 2014
- Cognitive Biases in Visual Analytics – A Critical Reflection. Cognitive Biases in Visualizations 2018 – Kapitel in eines Buchs.